# Toxomerus
Toxomerus är ett släkte av tvåvingar. Toxomerus ingår i familjen blomflugor.

## Bildgalleri

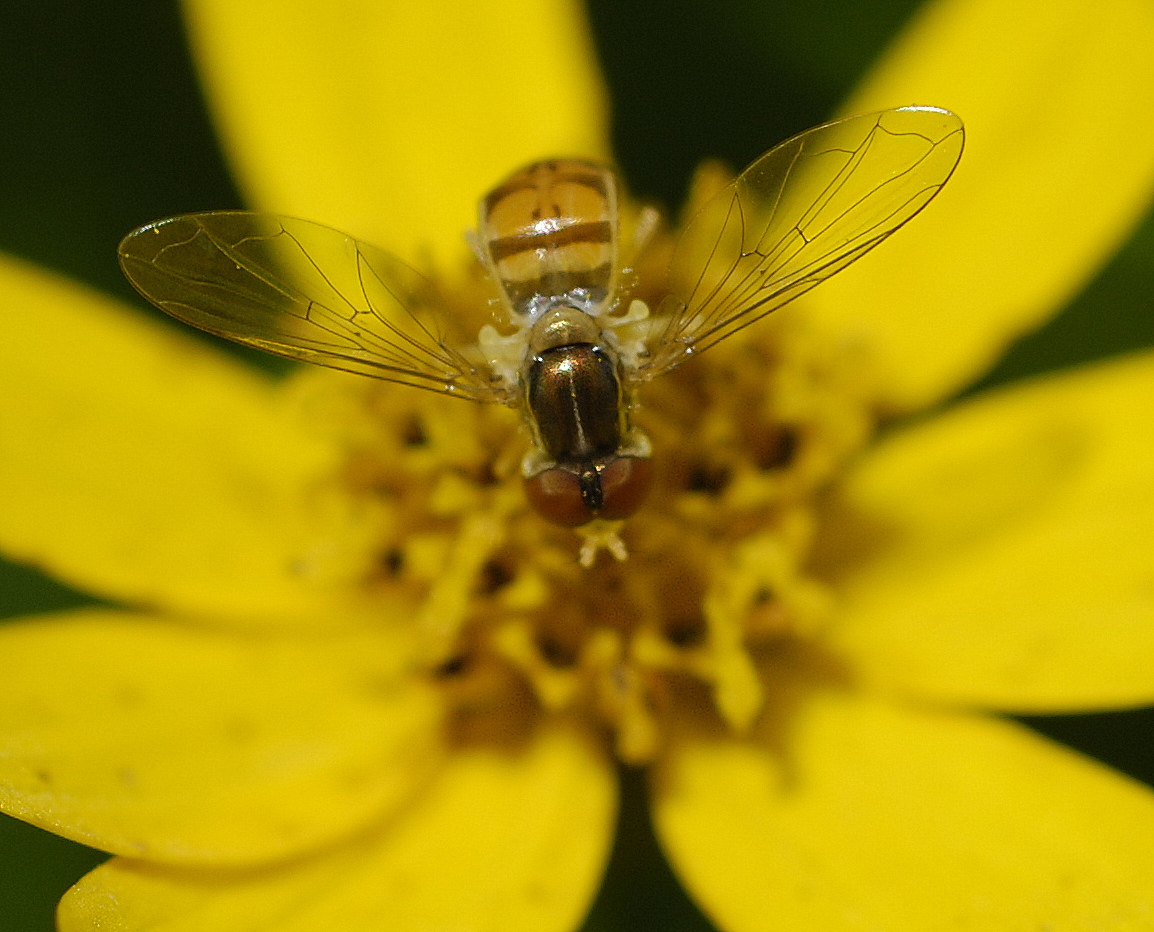
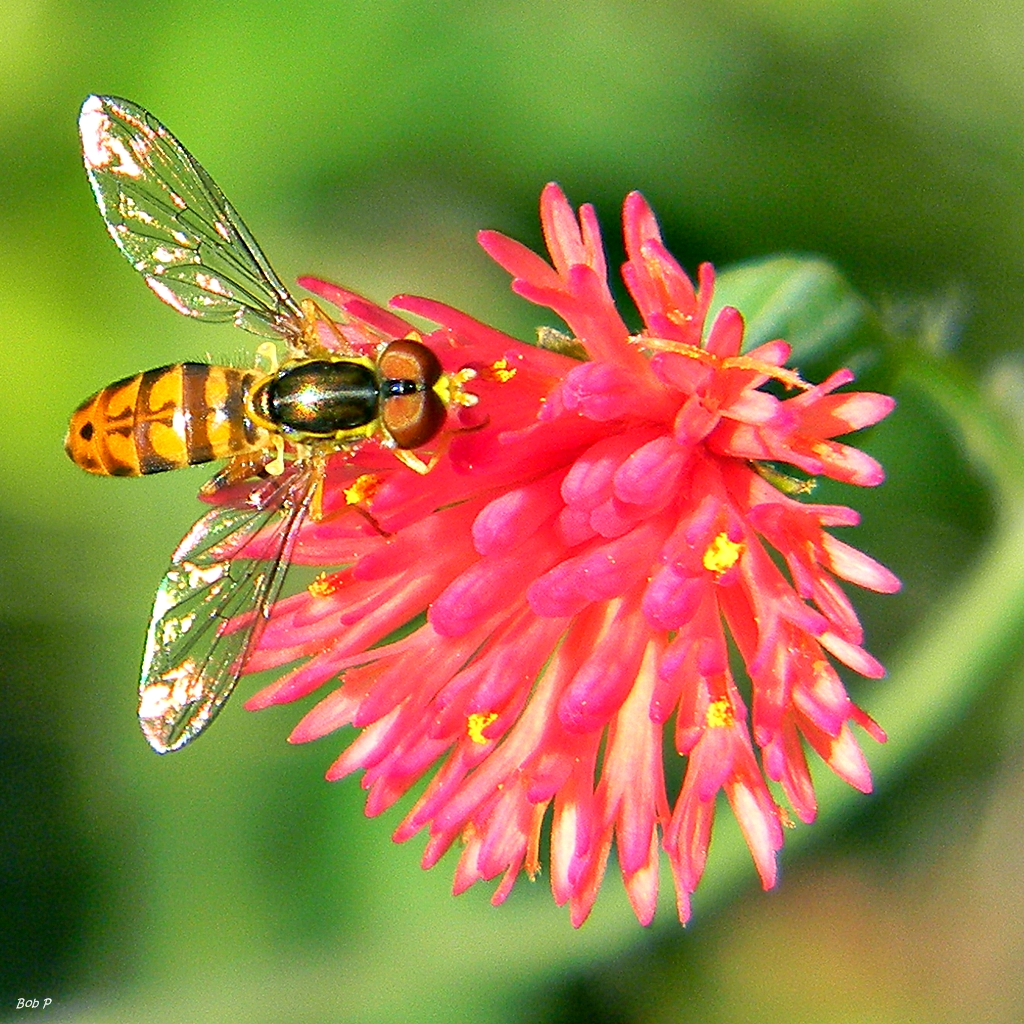
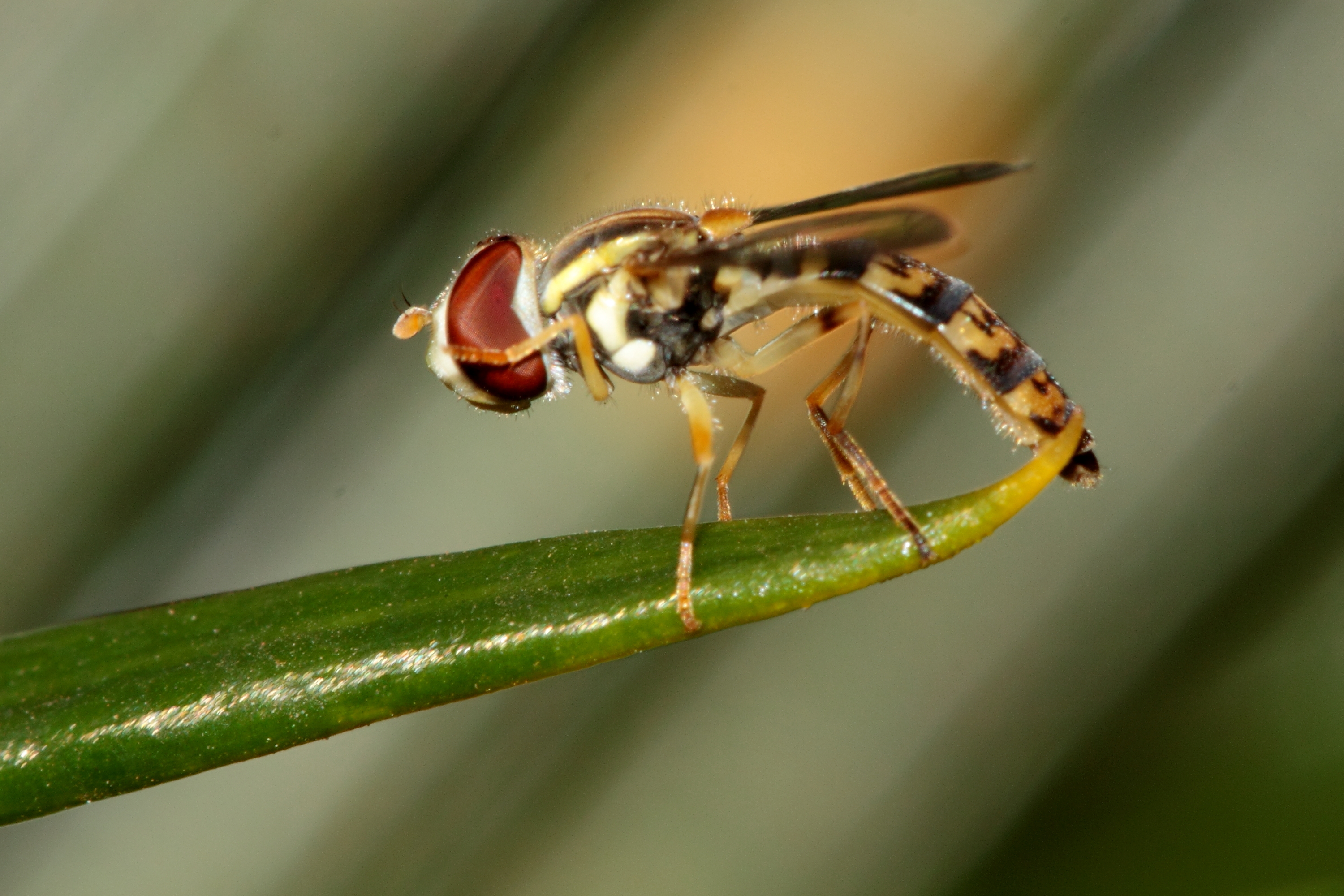
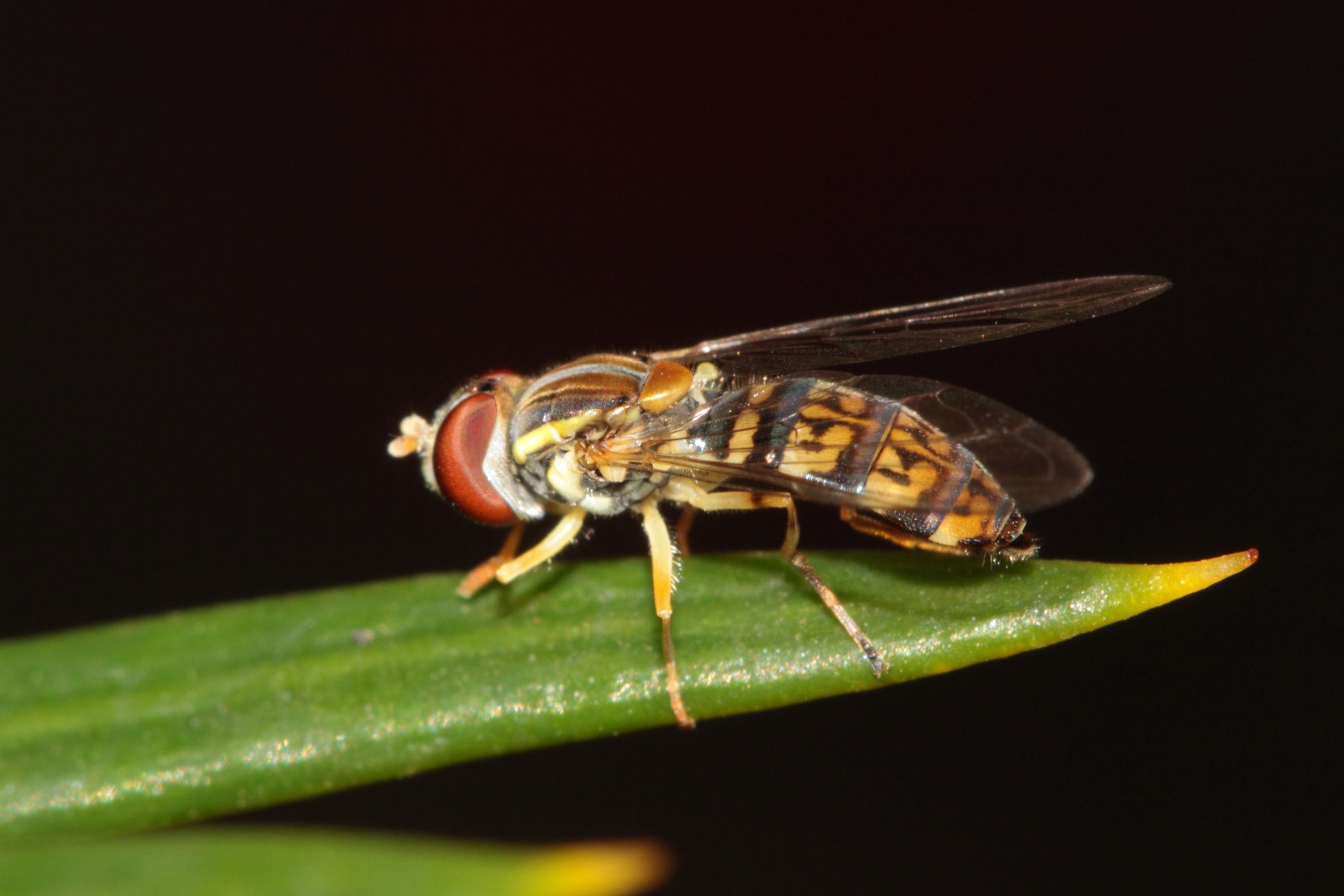
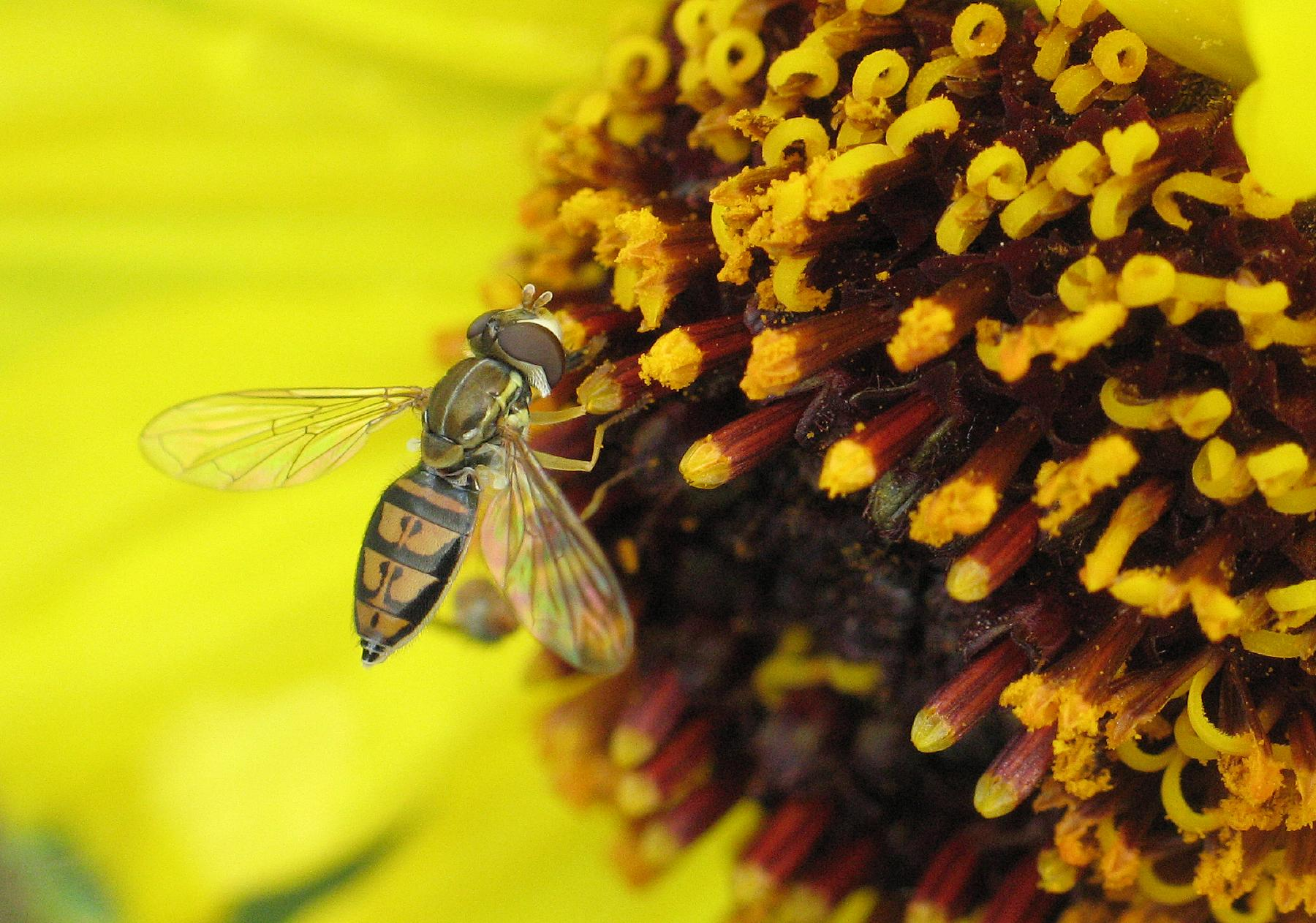
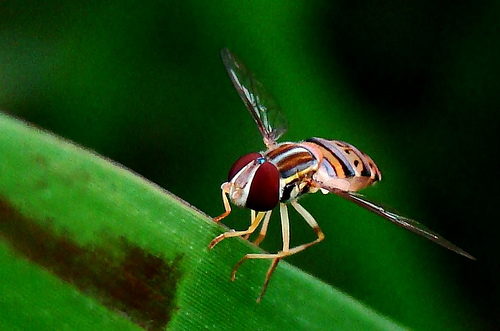

## Dottertaxa tillToxomerus, i alfabetisk ordning[1]
- Toxomerus aeolus
- Toxomerus anthrax
- Toxomerus antiopa
- Toxomerus apegiensis
- Toxomerus aquilinus
- Toxomerus arcifer
- Toxomerus aurulentus
- Toxomerus basalis
- Toxomerus bistrigus
- Toxomerus boscii
- Toxomerus brevifacies
- Toxomerus buscki
- Toxomerus calceolatus
- Toxomerus centaureus
- Toxomerus ciliatus
- Toxomerus circumcinctus
- Toxomerus claracuneus
- Toxomerus corbis
- Toxomerus costalis
- Toxomerus crockeri
- Toxomerus croesus
- Toxomerus difficilis
- Toxomerus dispar
- Toxomerus duplicatus
- Toxomerus ectypus
- Toxomerus ecuadoreus
- Toxomerus elinorae
- Toxomerus elisa
- Toxomerus ferroxida
- Toxomerus flaviplurus
- Toxomerus floralis
- Toxomerus funestus
- Toxomerus geminatus
- Toxomerus guttifer
- Toxomerus hieroglyphicus
- Toxomerus hulli
- Toxomerus idalius
- Toxomerus incaicus
- Toxomerus insignis
- Toxomerus intermedius
- Toxomerus jussiaeae
- Toxomerus lacrymosus
- Toxomerus laenas
- Toxomerus linearis
- Toxomerus lunus
- Toxomerus marginatus
- Toxomerus minutus
- Toxomerus mosaicus
- Toxomerus multipunctatus
- Toxomerus musicus
- Toxomerus mutuus
- Toxomerus nasutus
- Toxomerus nigripunctus
- Toxomerus nitidus
- Toxomerus norma
- Toxomerus nymphalius
- Toxomerus occidentalis
- Toxomerus ochraceus
- Toxomerus ophiolinea
- Toxomerus ornithoglyphus
- Toxomerus ovatus
- Toxomerus pallipes
- Toxomerus papaveroi
- Toxomerus paraduplicatus
- Toxomerus paragrammus
- Toxomerus parvulus
- Toxomerus pichinchae
- Toxomerus pictus
- Toxomerus politus
- Toxomerus polygraphicus
- Toxomerus porticola
- Toxomerus procrastinatus
- Toxomerus productus
- Toxomerus puellus
- Toxomerus pulchellus
- Toxomerus purus
- Toxomerus quinquecinctus
- Toxomerus quinquemaculatus
- Toxomerus rohri
- Toxomerus rombicus
- Toxomerus saphiridiceps
- Toxomerus schlingeri
- Toxomerus sedmani
- Toxomerus serpentinus
- Toxomerus steatogaster
- Toxomerus sylvaticus
- Toxomerus taenius
- Toxomerus teliger
- Toxomerus tibicen
- Toxomerus tubularius
- Toxomerus una
- Toxomerus undecimpunctatus
- Toxomerus uranius
- Toxomerus valdesi
- Toxomerus watsoni
- Toxomerus vertebratus
- Toxomerus verticalis
- Toxomerus veve
- Toxomerus vierecki
- Toxomerus willistonii
- Toxomerus violaceus
- Toxomerus virgulatus